# Сухо-Берёзовское сельское поселение
Су́хо-Берёзовское се́льское поселе́ние — муниципальное образование в Бобровском районе Воронежской области России.
Административный центр — село Сухая Берёзовка.

## Население
| 2000  | 2005  | 2010  | 2012  | 2013  | 2014  | 2015  | 2016  | 2017  |
| ----- | ----- | ----- | ----- | ----- | ----- | ----- | ----- | ----- |
| 1398  | ↘1318 | ↘1182 | ↘1164 | ↘1119 | ↘1066 | ↗1135 | ↗1204 | ↗1218 |
| 2018  | 2019  | 2020  | 2021  |       |       |       |       |       |
| ↘1176 | ↘1115 | ↘1110 | ↘1090 |       |       |       |       |       |

## Административное деление
Состав поселения:
- село Сухая Берёзовка.